# Radio RB2
RB2 (oficialmente Rádio Clube Paranaense Ltda.) es una estación de radio brasileña de la ciudad de Curitiba, en el estado de Paraná que transmite en los 1430 kHz de AM y los 6040, 9725 y 11935 kHz en Onda Corta. Es considerada la tercera radio más antigua del país y la primera emisora del estado de Paraná, destacándose sus transmisiones deportivas y periodísticas.

## Historia

### Primeros años
El 27 de junio de 1924, iniciaba sus primeras transmisiones la "Rádio Clube Paranaense" en la Mansión de las Rosas (en la región de la avenida João Gualberto en cercanías del Colegio Estatal de Paraná), donde vivía el empresario yerbatero Francisco Fido Fontana. En el lugar se encontraban un grupo de radioaficionados que fundaron el Club del Amigo, donde se hacían las audiciones de la emisora. De este club surgió el nombre de la radio.
Con su creación, Rádio Clube Paranaense se convirtió en la tercera emisora en emitir desde Brasil, dos años después de la inauguración de la primera radio del país, la Sociedade do Rio de Janeiro (actualmente Radio MEC).
En sus primeros años, la emisora operaba en la residencia de Lívio Gomes Moreira, con apenas 3 watts de potencia de transmisión en ondas medias. En 1926, la radio se convierte en la primera emisora brasileña en contratar a una locutora mujer: Alice Martins Xavier. También fue la primera emisora del país en realizar una transmisión deportiva en directo: el partido entre Atlético y Coritiba, el 2 de septiembre de 1934. La transmisión fue hecha de manera improvisada por los locutores Jacinto Cunha y Jofre Cabrão, lo que no fue problema para que el juego se desarrollase sin problemas, lo que permitió la transmisión de varios eventos deportivos a futuro, destacándose las Copas del Mundo, siendo la primera México 1970.

### Expansión
En 1935, luego de una serie de cambios en las direcciones de los propietarios, la radio ganó un nuevo prefijo: PRB-2. Un prefijo bastante conocido, pero que se volvió conocido por los curitibanos como B-2. 
En los años 40 la radió pasó a invertir en una programación popular. En esta época surgen los primeros programas periodísticos y de auditorio.  La B-2 vivía un momento de gran repercusión con la popularización de la radio. Aprovechando el momento, la emisora contrató a diferentes cantantes y coritas, además de conjuntos musicales de la ciudad y trajo a Curitiba a varios artistas consagrados del momento como Orlando Silva, Ataulfo Alves, Aracy de Almeida, Dalva de Oliveira, Isaurinha Garcia, Nuno Roland, Carlos Galhardo, Vicente Celestino, además de otros conocidos internacionalmente como Gregório Barrios, Pedro Vargas y Tito Schipa, quienes lograron llenar de público el auditorio de la PRB-2 en la calle Barão do Rio Branco n.º 139.
Otro momento importante de la emisora fue la implementación de las radionovelas.  La excelente repercusión de los programas en Curitiba, hizo que Rádio Clube expandiese su señal adquiriendo transmisores de Ondas Corta de 25 y 49 metros, y más tarde el de 31 metros, llevando su señal a todo el territorio nacional.

### Decadencia
Con la pérdida constante de público de la radio para la televisión que estaba surgiendo en Brasil en los años 60, la radio mostró sus primeras síntomas de decadencia. La situación empeoró con la venta de la emisora a un grupo de personas oriundas de la Rádio Independência (actual Rádio Canção Nova) en 1968, que decidieron desactivar el auditorio principal de la emisora y darle una imagen más moderna a la radio.
La administración del grupo oriundo de Rádio Independência, duró apenas un año. La emisora fue vendida al ingeniero Munir Guérios y tiempo más tarde a Erwin Bonkoski.
En 1973, Monseñor Vicente Vítola, que representaba al Arzobispo, negoció la venta de la emisora por parte de Bonkoski a la Arquidiócesis de Curitiba, ya que consideraba su importancia en un contaxto social. Monseñor Vítola cambia el nombre de la Radio Clube al de Fundación Nuestra Señora del Rocío, en homenaje a la patrona de Paraná.
En este período de reorganización son creados nuevos programas como el Jornal do Meio-Dia, Dino Almeida Informa y el musical Favoritas da Juventude, entre otros. También se destaca la creación de Clube FM, en 1978, en una época donde las primeras FM comenzaban a surgir a lo ancho y largo del país. El programa Equipe Positiva, tuvo una gran participación en la historia de la emisora, transmitiendo las Copas del Mundo desde 1982 hasta 2006, la Copa América, la Copa Libertadores de América, el Mundial de Clubes, además del Campeonato Paranaense de Futebol, durante las décadas del 80 y 90. 
A fines de 1992, con nuevas dificultades, la Arquidiócesis es obligada a ceder los derechos de la Rádio Clube Paranaense para los Hermanos Maristas comandados por el hermano Clemente Ivo Juliatto. Las razones de la transferencia eran que la emisora pudiera dar un mayor apoyo a la Arquidiócesis y a la iglesia local en el intento de mantenerla vinculada a la Iglesia Católica.
En 1997, se produce una drástica reducción del equipo periodístico de la Rádio Clube, y, seguidamente, hubo una terciarización de algunos horarios dejados por el antiguo equipo, enflaqueciendo el periodismo de la emisora.
En septiembre de 2008, el Grupo Lumen (perteneciente a los Hermanos Maristas) decide tomar una decisión inesperada. Con la creciente caída de la audiencia de las radios AM, Rádio Clube suspende toda su programación local y comienza a transmitir íntegramente la programación de Rádio Eldorado de São Paulo, de quien era afiliada desde octubre del año anterior, cuando las transmisiones deportivas de la emisora ya habían sido canceladas. La decisión no fue bien recibida por los trabajadores ni por la población en general, que clasificaron la actitud como una forma de desprecio a la historia de la radio del estado, así como desvalorizar a los profesionales locales. 
A partir de marzo de 2009, la Rádio Clube dejó de ser parte de la Rede Eldorado, y pasó a ser una retransmisora de Clube FM. Para la dirección del Grupo Lumen, la decisión fue basada en una nueva tendencia del mercado adoptada por otras emisoras, sumar audiencia uniendo las transmisiones de FM con la Amplitud Modulada.

### Reactivación
El 1 de diciembre de 2011, el grupo Grupo Lumen decidió vender la Rádio Clube a la Congregación del Santísimo Redentor del Estado de São Paulo, quienes eran dueños del canal de televisión TV Aparecida, con sede en la ciudad paulista de Aparecida. A partir de entonces, los nuevos dueños comenzaron a invertir en la Radio Clube a partir de la contratación de locutores de otras emisoras intentando rescatar la identidad de la radio. Como parte de este proceso de cambios, la Rádio Clube pasó a llamarse RB2 y se crea una nueva sede en el barrio Alto da Glória, en cercanías del Estadio Couto Pereira.
En junio de 2012, la RB2 reactiva su departamento deportivo con la contratación del comunicador Sidnei Campos. En abril de 2014, la emisora pone en funcionamiento nuevamente su emisor de ondas cortas en 49, 31 y 25 metros: 6.040, 9.725 y 11.935 kHz, respectivamente.